# Goldeneye Estate

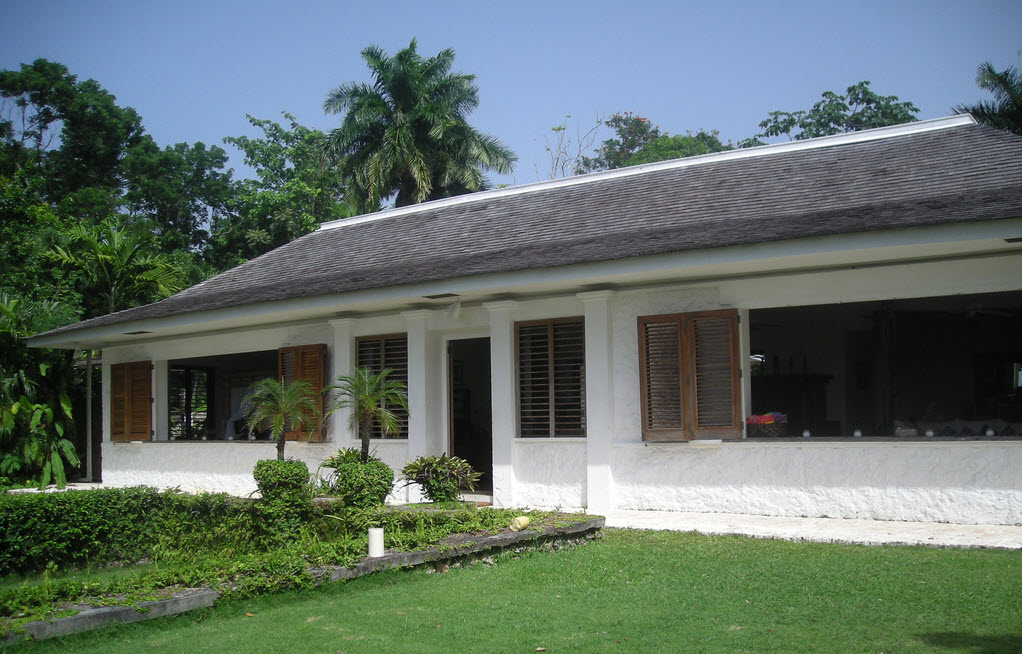
Goldeneye Estate

Goldeneye Estate is een villa in de buurt van de Jamaicaanse plaats Oracabessa. Het huis werd gebouwd in opdracht van Ian Fleming. Hij bracht hier de winters door en schreef hier de James Bond-boeken.
Tijdens de Tweede Wereldoorlog bezocht Fleming Jamaica en besloot dat hij daar na de oorlog een huis zou laten bouwen en spionageboeken zou gaan schrijven. In 1946 kocht hij een verlaten renbaan voor ezels. Hij liet hier een vierkant huis bouwen dat hij zelf tijdens de oorlog had ontworpen als hij even niet aan de oorlog wilde denken. Het huis staat op een kleine klif boven een privéstrand en heeft drie slaapkamers. In de ramen zat geen glas, maar deze werden gesloten met persiennes.
In 1956 logeerde de Britse premier Anthony Eden in het huis. Hij wilde bijkomen van de ontluikende Suezcrisis. Zijn verblijf droeg bij aan de bekendheid van Fleming.

## Naamgeving
Toen Fleming de locatie een keer samen met een vriend bezocht zagen ze een naakte vrouw in zee zwemmen. Hij kwam toen met het idee voor de naam Shamelady, dat ook de lokale bijnaam is van het kruidje-roer-mij-niet. Uiteindelijk vonden ze die naam toch te banaal en werd voor Goldeneye gekozen.
Soms wordt ten onrechte aangenomen dat het huis zo genoemd is omdat het uitkijkt op het ernaast gelegen landhuis Golden Clouds. Fleming kwam zelf met twee redenen. Tijdens de Tweede Wereldoorlog had hij een plan geschreven, genaamd, Operatie Goldeneye, om de verdediging van Gibraltar voor te bereiden voor het geval Spanje zich bij Duitsland zou aansluiten en om het verzet te organiseren voor het geval Gibraltar bezet zou worden. Een andere verklaring was een verwijzing naar de roman Reflections in a Golden Eye (1941) van Carson McCullers.

## Na Flemings dood
Na de dood van Fleming is Goldeneye een tijd eigendom geweest van Bob Marley, Chris Blackwell en Naomi Campbell. Tegenwoordig is het huis onderdeel van een klein resort met een aantal vakantiehuisjes. Vlakbij ligt een strand genaamd James Bond Beach.
Voor de James Bond-films Dr. No en Live and Let Die werden opnamen gemaakt in de buurt van De villa. De film GoldenEye is weer naar de villa vernoemd.